# Acâș (gmina)
Acâș – gmina w Rumunii, w okręgu Satu Mare. Obejmuje miejscowości Acâș, Ganaș, Mihăieni i Unimăt. W 2011 roku liczyła 2827 mieszkańców.